# Wa-17
Wa-17 — тральщик Імперського флоту Японії, який взяв участь у Другій світовій війні.
Корабель, який належав до допоміжних тральщиків типу Wa-1, спорудили 1943 року на верфі компанії Naniwa Dock.
З травня 1943-го Wa-17 належав до військово-морського округу Омінато, який відповідав за операції на Хоккайдо, Сахаліні та Курильських островах. Більш як два роки він ніс тут патрульну та ескортну службу, передусім з базуванням на порти Отару, Ваккайнай та Кусіро (західне, північне та східне узбережжя Хоккайдо відповідно).
У червні 1944-го зенітне озброєння підсилили одним 13-мм кулеметом.
16 червня 1944-го Wa-17 провів атаку глибинними бомбами по ймовірній ворожій субмарині.
У першій половині серпня 1944-го корабель брав участь у операції з допомоги транспорту «Сайкай-Мару № 1», який сів на мілину.
У підсумку корабель дослужився до капітуляції Японії 15 серпня 1945-го та в жовтні 1947-го був переданий СРСР.